# Municipio de Santa Cruz Tacahua
El municipio de Santa Cruz Tacahua es uno de los 570 municipios del estado mexicano de Oaxaca. Su cabecera es la localidad de Santa Cruz Tacahua.

## Geografía
El municipio de Santa Cruz Tacahua colinda al norte con los municipios de Chalcatongo de Hidalgo, San Pablo Tijaltepec y San Mateo Sindihui; al este con el municipio de San Francisco Cahuacúa; al sur con los municipios de Santa María Yolotepec y Santiago Yosondúa; y al oeste con el municipio de Santo Domingo Ixcatlán.

## Localidades
El municipio de Santa Cruz Tacahua cuenta con diez localidades.
| Localidad          | Población (2020) |
| ------------------ | ---------------- |
| Santa Cruz Tacahua | 629              |
| Cerro Prieto       | 281              |
| Moctezuma          | 133              |

## Gobierno
El municipio de Santa Cruz Tacahua se rige mediante el sistema de usos y costumbres.
| Presidente municipal              | Periodo   |
| --------------------------------- | --------- |
| Fausto Caballero Hernández        | 1996-1998 |
| Reynaldo Hernández Chávez         | 1999-2001 |
| Gabino Juan Hernández Sánchez     | 2002-2004 |
| Rey Jesús Castañeda Hernández     | 2005-2007 |
| Leobardo Hernández Gabriel        | 2008-2010 |
| Ranulfo Cristóbal Chávez Mendoza  | 2011-2013 |
| Rey Jesús Castañeda Hernández     | 2013-2016 |
| Omar Aguilar Hernández            | 2017-2019 |
| Ofelio Alcibiades Chávez Santiago | 2020-2022 |
| Apolonio Miguel Hernández Chávez  | 2023-2025 |